# Albert Wichura
Carl Albert Wichura (* 1808 in Brieg, Schlesien; † 23. Februar 1862 in Oderberg, Österreichisch-Schlesien) war ein deutscher Jurist und Abgeordneter.
Wichura war der Sohn eines Justizkommissars in Ratibor. Er war mit Agnes Linke verheiratet und evangelischer Konfession.
Wichura studierte ab 1827 in Berlin und dann in München, Heidelberg und Breslau Rechtswissenschaften.  Er war danach in Breslau Auskulator und Referendar. 1838 wurde er Oberlandesgerichtsassessor und 1840 Justizkommissar und Notar in Ratibor. Seinen Militärdienst beendete er als Leutnant im 22. Landwehrregiment.
1839 erwarb er das Rittergut Lubowitz. 1841 wurde er durch die Kreisstände mit 16 von 29 Stimmen zum ersten Kandidaten für das Landratsamt gewählt. 1842 wurde er durch den Prinzen von Preußen („in allerhöchstem Auftrag“) gegen das Votum des Innenministers Gustav von Rochow als preußischer Landrat im Kreis Ratibor in der Provinz Schlesien ernannt. Er blieb bis 1851 im Amt. Seine Amtsführung wurde überschattet von Beschwerden über die Amtsführung, politische Gesinnung und vor allem seine persönlichen finanziellen Verhältnisse. Es gab 25 Prozesse gegen ihn, die in Personalhaft zur Vollstreckung eines Titels aus Wechselschulden gipfelten. Eine Disziplinaruntersuchung 1851 wegen Unterschlagung von Geldern wurde eingestellt, 1852 wurde er aber durch ein Urteil des Disziplinarhofs aus dem Staatsdienst entlassen.
1850 war er Mitglied des Volkshauses des Erfurter Unionsparlaments.